# 内田海智
内田 海智（うちだ かいち、1994年8月23日 - ）は、大阪府交野市出身の男子プロテニス選手。
ATPツアーでの優勝はまだない。世界ランキング自己最高ランキングはシングルス147位。ダブルス156位。身長180cm。右利き、バックハンド・ストロークは両手打ち。

## 選手経歴

### ジュニア時代
5歳でテニスを始める。ジュニア時代は2010年、ジュニアデビスカップで日本代表として日本初の優勝に貢献。2011年、世界スーパージュニアテニス選手権大会でダブルス優勝。2012年、全米オープンジュニアで日本人選手初のベスト4に進出。ジュニア世界ランキングの自己最高位は3位を記録する。

### 2013年 プロ転向
2013年からプロ転向。

### 2019年 グランドスラム予選出場
2019年の全仏オープンで初めてグランドスラムの予選に出場するも、1回戦で敗退した。

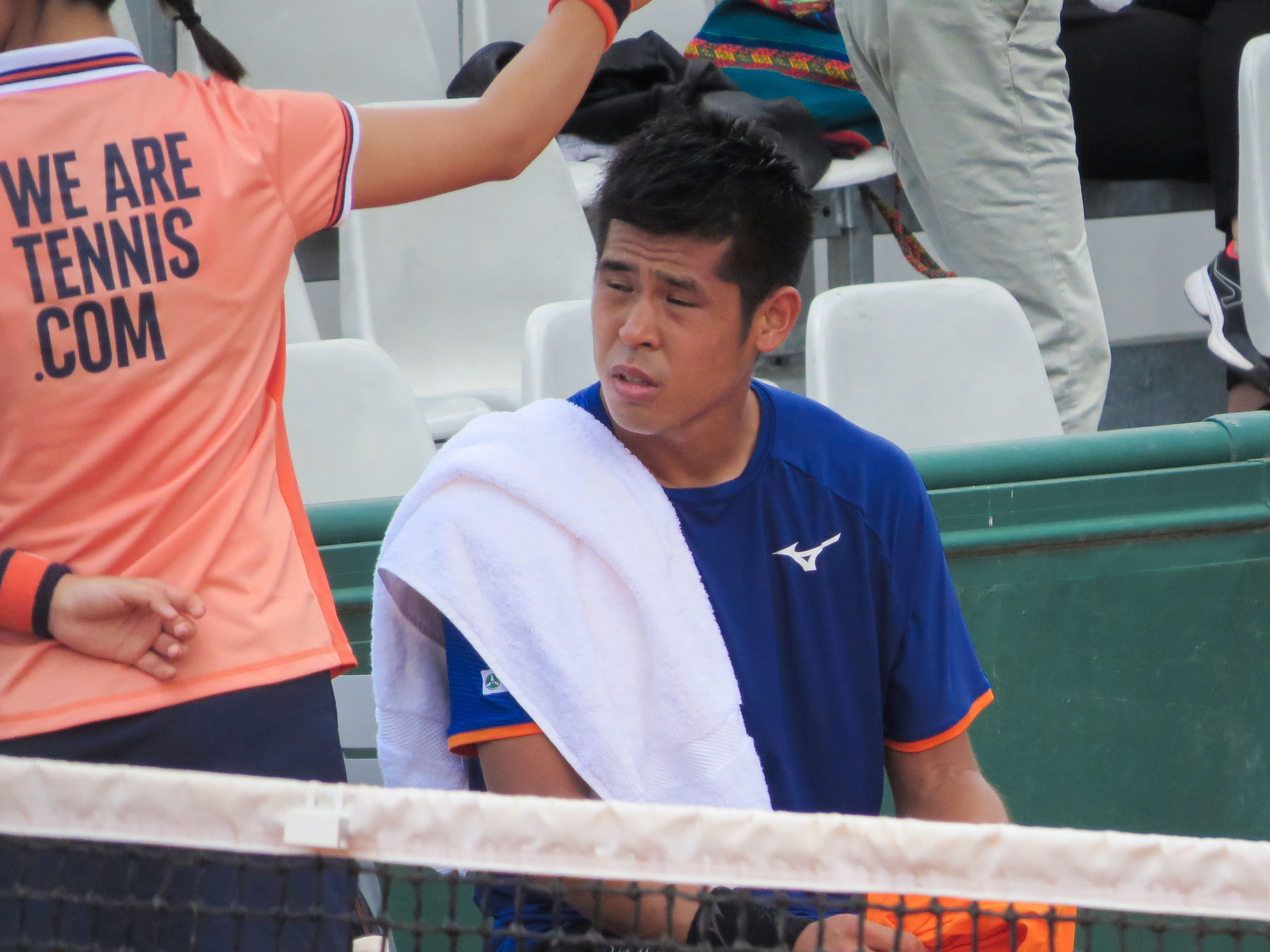
2019年全仏オープン予選での内田海智

### 2021年 チャレンジャー初優勝
3月に行われたデビスカップワールドグループIの対パキスタン戦で代表デビューを果たし、アイサムウルハク・クレシーを6-4,7-6で下す。12月に行われたリオデジャネイロ・チャレンジャーでは1回戦でゴンザロ・ビジャヌエバ、2回戦でジェナロ・アルベルト・オリヴィエリ、準々決勝でチアゴ・ザイボチ・ヴィウチ、準決勝でガブリエル・デカンプスを破りキャリア初となるチャレンジャー大会決勝進出。決勝ではニコラス・アルバレス・ヴァローナを3-6,6-3,7-6で破りキャリア初優勝を果たす。

### 2022年 ATPツアー初勝利 チャレンジャー2勝目
5月に行われたシムケント・チャレンジャーのダブルスではセバスティアン・ファンズローと組み準優勝。翌週のシムケント・チャレンジャーⅡのダブルスではミケル・トルぺガードと組み2週連続で準優勝。6月のオーランド・チャレンジャーではマレク・ジャジリと組んで準優勝。オエイラス・チャレンジャーⅢのシングルスでは決勝でキマー・コッペヤンスを破りチャレンジャー大会2勝目を果たす。8月に行われたロス・カボス・オープンは予選でマシュー・エブデンとニコラス・バリエントスを破ってキャリア初のATPツアー大会出場を果たす。全米オープンの予選にも出場し、1回戦でドゥディ・セラを破ったが、2回戦でファクンド・バグニスに破れグランドスラム初出場とはならなかった。韓国オープンではワイルドカード(主催者推薦枠)で出場し、1回戦でホン・ソンチャンを破ってツアー大会初勝利。10月に行われたソウル・チャレンジャーのダブルスでは吳東霖と組みチャレンジャー大会のダブルスで初優勝を果たす。

### 2023年 トップ150入り
2023年5月8日に世界ランキング147位となり、トップ150入りをする。

## 成績
略語の説明
| W | F | SF | QF | #R | RR | Q# | LQ | A | Z# | PO | G | S | B | NMS | P | NH |

W=優勝, F=準優勝, SF=ベスト4, QF=ベスト8, #R=#回戦敗退, RR=ラウンドロビン敗退, Q#=予選#回戦敗退, LQ=予選敗退, A=大会不参加, Z#=デビスカップ/BJKカップ地域ゾーン, PO=デビスカップ/BJKカッププレーオフ, G=オリンピック金メダル, S=オリンピック銀メダル, B=オリンピック銅メダル, NMS=マスターズシリーズから降格, P=開催延期, NH=開催なし.
| 大会           | 2019 | 2020 | 2021 | 2022 | 通算成績 |
| -------------- | ---- | ---- | ---- | ---- | -------- |
| 全豪オープン   | A    | A    | A    | A    | –        |
| 全仏オープン   | LQ   | A    | A    | A    | –        |
| ウィンブルドン | LQ   | NH   | A    | A    | –        |
| 全米オープン   | LQ   | A    | A    | LQ   | –        |

## ATPチャレンジャー・ITFワールドテニスツアー決勝
| フューチャーズ（2） |

### シングルス
| No. | 年月日        | 大会                      | サーフェス | 対戦相手                     | 試合結果 |
| --- | ------------- | ------------------------- | ---------- | ---------------------------- | -------- |
| 1.  | 2014年9月8日  | 韓国F12フューチャーズ     | ハード     | Chung                        | 6-4、7-5 |
| 2.  | 2015年6月25日 | アメリカF17フューチャーズ | クレー     | マクシミリアーノ・エステベス | 6-4、6-1 |

### ダブルス
| No. | 年月日        | 大会                      | サーフェス | パートナー           | 対戦相手                                      | 試合結果 |
| --- | ------------- | ------------------------- | ---------- | -------------------- | --------------------------------------------- | -------- |
| 1.  | 2016年3月6日  | カナダF1フューチャーズ    | ハード     | ステファン・コズロフ | セバスチャン・ファンソロー アドリアン・シコラ | 7-6、6-3 |
| 2.  | 2016年6月19日 | アメリカF19フューチャーズ | ハード     | ハンス・ハッチ       | Farris Fathi GOSEA ティム・コピンスキー       | 6-2、6-3 |